# Eldridge Bluff
Das Eldridge Bluff ist ein markantes und 8 km langes Felsenkliff im ostantarktischen Viktorialand. Es bildet südlich der Einmündung des Cosmonaut-Gletschers einen Teil der Westwand des Aviator-Gletschers.
Der United States Geological Survey kartierte das Kliff anhand eigener Vermessungen und Luftaufnahmen der United States Navy aus den Jahren von 1960 bis 1964. Das Advisory Committee on Antarctic Names benannte es 1969 nach Lieutenant Commander David B. Eldridge Jr. (1932–2016), leitender Offizier der Abordnung der Flugstaffel VX-6, die 1967 auf der McMurdo-Station überwintert hatte.